# Константиновка (Немецкий национальный район)
Константиновка — упразднённое село в Немецком национальном районе Алтайского края. Ликвидировано в 1995 году.

## География
Село располагалось в 4 км к северу от села Шумановка.

## История
Основано в 1909 году, немцами переселенцами из Поволжья и Причерноморья. Названо по фамилии одного из основателей села — Циммера. До 1917 года католически-лютеранское село Подсосновской волости Барнаульского уезда Томской губернии. После революции центр Константиновского сельсовета. В 1931 г. организован колхоз им. Сталина. С 1961 г. отделение колхоза им. 22 Партсъезда. Жители переселены в село Шумановка.

## Население
| год     | 1926 |
| ------- | ---- |
| человек | 336  |